# Frei zu leben
Frei zu leben war der deutsche Beitrag zum Eurovision Song Contest 1990, aufgeführt in deutscher Sprache von Chris Kempers und Daniel Kovac.

## Entstehung und Inhalt
Das Lied wurde von Ralph Siegel mit einem Text von Michael Kunze komponiert. Dies war Kunzes dritter Eurovisionsbeitrag, er hatte zuvor 1977 den Text zu Silver Conventions Telegram und 1984 zu Mary Roos’ Aufrecht geh’n geschrieben. Produzent war diesmal Ralf Zang. Das Lied ist ein balladeskes Duett, in dessen Text sich die Protagonisten gegenseitig versichern, dass sie frei sind, sie selbst zu sein und sich mit dem Rest der Welt eins zu fühlen. Kempers und Kovac nahmen das Lied auch auf Englisch und Französisch auf, unter den Titeln Wings of Freedom und Laissez vivre. Auch eine serbokroatische Version mit dem Titel Sretni Dani wurde aufgenommen, nicht zuletzt da Kovac aus Jugoslawien stammt.

## Veröffentlichung und Rezeption
Die Single erschien am 2. April 1990 bei Jupiter Records und beinhaltet das Stück Gegen den Strom als B-Seite. Zudem erschien eine Maxi-Single, die neben der englischen und serbokroatischen Version des Liedes I’ll Be at Home enthielt. In Deutschland erreichte Frei zu leben in elf Chartwochen mit Rang 51 seine höchste Chartnotierung in den Singlecharts. Die Single wurde zum einzigen Charthit der beiden Interpreten in Deutschland. Kovac nahm später die englischsprachige Version alleine auf, die 2020 auf der Kompilation Ralph Siegel – Mehr als ein bisschen Frieden – Die große Hit-Kollektion erschien.

## Eurovision Song Contest
Frei zu leben wurde am Abend des Grand Prix an 13. Stelle aufgeführt, nach Egon Egemann aus der Schweiz mit Musik klingt in die Welt hinaus und vor Joëlle Ursull aus Frankreich mit White and Black Blues. Dirigent war Rainer Pietsch. Es erhielt 60 Punkte und erreichte somit den neunten Platz von 22 Teilnehmern.